# Rokiciny (Łódź)
Rokiciny is een dorp in het Poolse woiwodschap Łódź, in het district Tomaszowski (Mazovië). De plaats maakt deel uit van de gemeente Rokiciny.